# Schlacht bei Jankau
Wallerfangen – Dömitz – Haselünne – Wittstock – Rheinfelden – Breisach – Wittenweiher – Vlotho – Ochsenfeld – Chemnitz – Bautzen – Freiberg – Riebelsdorfer Berg – Dorsten – Preßnitz – La Marfée – Wolfenbüttel – Kempener Heide – Schweidnitz – Breitenfeld – Tuttlingen – Freiburg – Philippsburg – Jüterbog –  Jankau – Herbsthausen – Alerheim – Brünn – Korneuburg – Totenhöhe – Hohentübingen –  Triebl – Zusmarshausen – Wevelinghoven – Dachau –  Prag
In der Schlacht bei Jankau (auch: Schlacht bei Jankowitz), ca. 60 km südöstlich von Prag, besiegte am 6. März 1645 ein schwedisch-protestantisches Heer unter Feldmarschall Lennart Torstensson die kaiserlich-habsburgischen Truppen unter den Feldmarschällen Melchior Graf von Hatzfeldt und Johann von Götzen und dem bayerischen General Johann von Werth.

## Bedeutung
Die Schlacht war eine der letzten größeren Schlachten des Dreißigjährigen Krieges. Es war aber keine Entscheidungsschlacht wie die Schlacht bei Nördlingen (1634) oder die erste Schlacht bei Breitenfeld (1631). Diese beiden großen Schlachten führten zum sofortigen Kollaps der bis dahin beherrschenden Stellung einer der beiden Kriegsparteien. Dagegen war die Schlacht bei Jankau der Endpunkt eines Zusammenbruchs, der sich im Laufe der vorangegangenen Monate mit den Niederlagen der kaiserlichen Armee bei Bernburg und Jüterbog etappenweise entwickelt hatte. Gleichwohl hält Peter Englund die „Bedeutung des Massakers von Jankau“ für kaum zu überschätzen und vergleicht ihre für die Kaiserlichen katastrophale Wirkung mit der Niederlage der Spanier bei Rocroi zwei Jahre zuvor. Der wichtigste Sieg der Schweden seit 1631 brach der kaiserlichen Streitmacht das Rückgrat, besonders durch die Zerschlagung der bayerischen Reiterei, und wirkte damit anhaltend und unmittelbar auf den Kriegsverlauf zurück.

## Verlauf

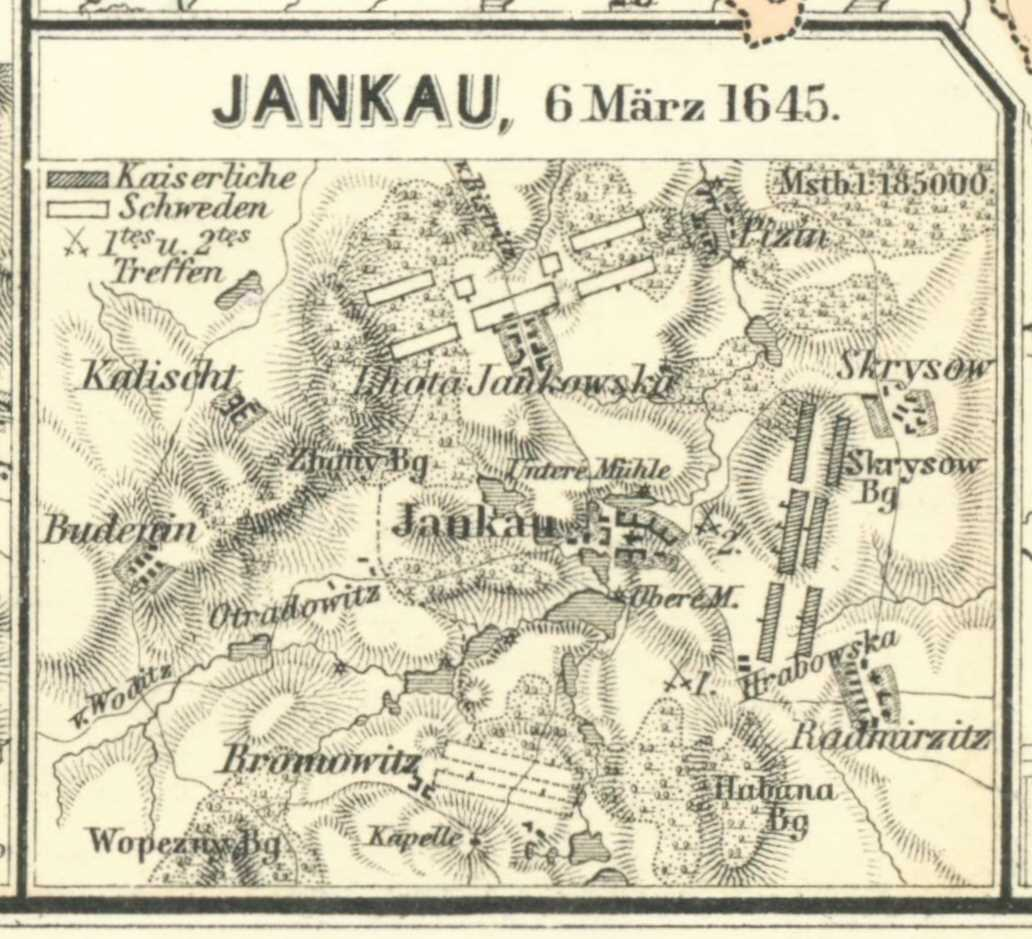
Das Schlachtfeld (Karte von 1875)

Torstensson war mit dem Heer am 26. Januar in Zeitz aufgebrochen und hatte seine Artillerie (60 Geschütze) auf Schlitten über das Erzgebirge geschafft. Am 25. Februar standen sich beide Heere bei Horažďovice auf Sichtweite gegenüber, nur getrennt durch den Fluss Otava, und verloren sich dann wieder aus den Augen. Am 2. März passierten beide Heere, nur einen Tagesmarsch voneinander getrennt, die Moldau. Der kaiserliche Feldmarschall Hatzfeldt sicherte seinen Tross in der Stadt Tábor und blockierte dann bei Jankau mit seinem Heer dem heranziehenden schwedischen Heer den Weitermarsch nach Mähren, wo die Schweden mehrere Stützpunkte hatten.
Die Schweden waren dem kaiserlichen Heer an Infanterie leicht, an Artillerie stark überlegen (60 Geschütze gegenüber 26). Die schwere Artillerie der Kaiserlichen, die Matthias Gallas im Vorjahr nach Holstein mitgeführt hatte, war im von den Schweden belagerten Magdeburg geblieben. Gallas Unterbefehlshaber Hunolstein hatte Anfang Februar von einem Ausbruch aus Magdeburg nur zwölf leichte Feldgeschütze und 1.000 abgemattete Fußsoldaten nach Böhmen zurückgebracht. Die Fußsoldaten wurden allerdings in Prag zurückgelassen und nahmen nicht an der Schlacht teil. Unterstützt wurde die kaiserliche Armee durch ein bayerisches Korps von 5.000 Mann, hauptsächlich bestehend aus Reitern und einigen Fußsoldaten unter dem Kommando von Johann von Werth und Johann von Reuschenberg. An Kavallerie war damit das kaiserlich-bayerische Heer den Schweden überlegen.
Die Schweden lagerten auf dem Džbány, der die Stellung des kaiserlichen linken Flügels beherrschte, und begannen am 6. März die Schlacht mit einem Umgehungsmanöver, das von Feldmarschall Johann von Götzen mit einem Angriff des kaiserlichen linken Flügels aus einem Wald heraus beantwortet werden sollte. Im unübersichtlichen Gelände geriet aber der linke Flügel beim Austritt aus dem Wald in das Feuer der schwedischen Geschütze und Götzen kam ums Leben.
Trotzdem blieb die Lage noch unter Kontrolle und Hatzfeldt konnte weitere Angriffe der Schweden abwehren, einen Gegenangriff vorbereiten oder aber die Schlacht abbrechen. Bevor er eine Entscheidung getroffen hatte, stürzte sich der rechte, bayerische Flügel unter Johann von Werth überraschend auf den Feind. Seine Kavallerie brachte den schwedischen rechten Flügel in erhebliche Konfusion. Statt aber den gewonnenen Vorteil zu nutzen, begannen die bayerischen Reiter den schwedischen Tross zu plündern. Das gab Torstensson die Möglichkeit, die Hügel südwestlich von Ratměřice zu besetzen und dort seine überlegene Artillerie zu positionieren. Ihr Einsatz trieb dann die bayerische Kavallerie auseinander und erschütterte auch die angreifende kaiserliche Infanterie. Ein Gegenstoß der schwedischen Infanterie besiegte die kaiserliche Infanterie daraufhin völlig. Die Kaiserlichen hatten 4.000 Tote und Verwundete zu beklagen und verloren alle Geschütze und auch noch 4.500 Gefangene, darunter 200 Offiziere. Unter den Toten waren neben Götzen Feldmarschallleutnant Bruay und Oberst Philipp von Waldeck. Zusammen mit Hatzfeldt gingen die Generäle Heinrich von Mercy, Traudisch, Zahrádecký und Don Félix de Zúñiga in Gefangenschaft. Die Schweden büßten 2.000 Männer ein und hatten ebenso viele Schwerverwundete zu beklagen.

## Folgen
Die Nachricht von der Niederlage verbreitete sich schnell. Der Kaiser musste eilig Prag verlassen und den Umweg über die Oberpfalz und Regensburg wählen, um nach Linz und weiter nach Wien zu gelangen. Er hatte die einzig verbliebene Chance ergriffen und verloren.
Der katastrophale Ausgang der Schlacht hatte zur Folge, dass die kaiserliche Regierung endgültig erkannte, dass der Krieg, der eigentlich schon seit 1642 verloren war, nun beendet werden musste. Deshalb sollten ab Sommer 1645 die Bemühungen bei den Friedensverhandlungen in Münster und Osnabrück intensiviert werden. Das führte dann drei Jahre später zum Abschluss des Westfälischen Friedens.
Kurzfristig hatte die Niederlage den Waffenstillstand von Kötzschenbroda zwischen Sachsen und Schweden zur Folge, da der Kaiser nicht mehr in der Lage war, das Kurfürstentum gegen eine schwedische Invasion zu unterstützen. Damit blieb ihm nur noch Bayern als einflussreicher Verbündeter im Reich.
Nach dem vollständigen Sieg der Schweden bei Jankau war die kaiserliche Armee praktisch vernichtet und Kaiser Ferdinand III. militärisch wehrlos. Damit stand der Weg nach Wien für die Schweden offen. Auf dem Weg dahin hinterließ Torstensson eine Spur der Verwüstung. So wurden z. B. die Burg Staatz und der Markt Gaunersdorf gebrandschatzt und völlig zerstört. Nur einen Monat nach der Schlacht standen die Schweden vor Wien und hatten nach der Einnahme von Krems und Korneuburg die Donau gesperrt.